# Poljana
Poljana (italsky Pogliana) je vesnice a přímořské letovisko v Chorvatsku v Zadarské župě, nacházející se na ostrově Ugljan, spadající pod opčinu Preko. V roce 2011 zde žilo celkem 294 obyvatel. V roce 1991 většinu obyvatelstva (89,28 %) tvořili Chorvati.
Sousedními vesnicemi jsou Lukoran, Preko a Sutomišćica. Nejdůležitější dopravní komunikací je silnice D110.